# Fiat Talento
La Fiat Talento de 1.ª serie era una versión del Fiat Ducato reservada al mercado italiano de 1989 a 1994, cuya distancia entre ejes era más reducida.
Al igual que otros modelos de la división comercial de Fiat, el nombre de esta camioneta hace alusión a la antigua moneda de origen babilónico mencionada en relatos bíblicos, de amplia difusión en la zona del Mar Mediterráneo y equivalente a un pie cúbico de agua, necesarios para rellenar un ánfora.

## Primera generación (1989-1994)
A diferencia de su hermana mayor, la Fiat Ducato, sólo estaba disponible en una versión con techo normal y una puerta lateral de tamaño estándar.
En 1994 cesa su fabricación cuando la Ducato se renueva. La Fiat Scudo, que salió el año siguiente, se ubicaba por debajo de la Ducato y se considera como el sustituto directo del Talento.

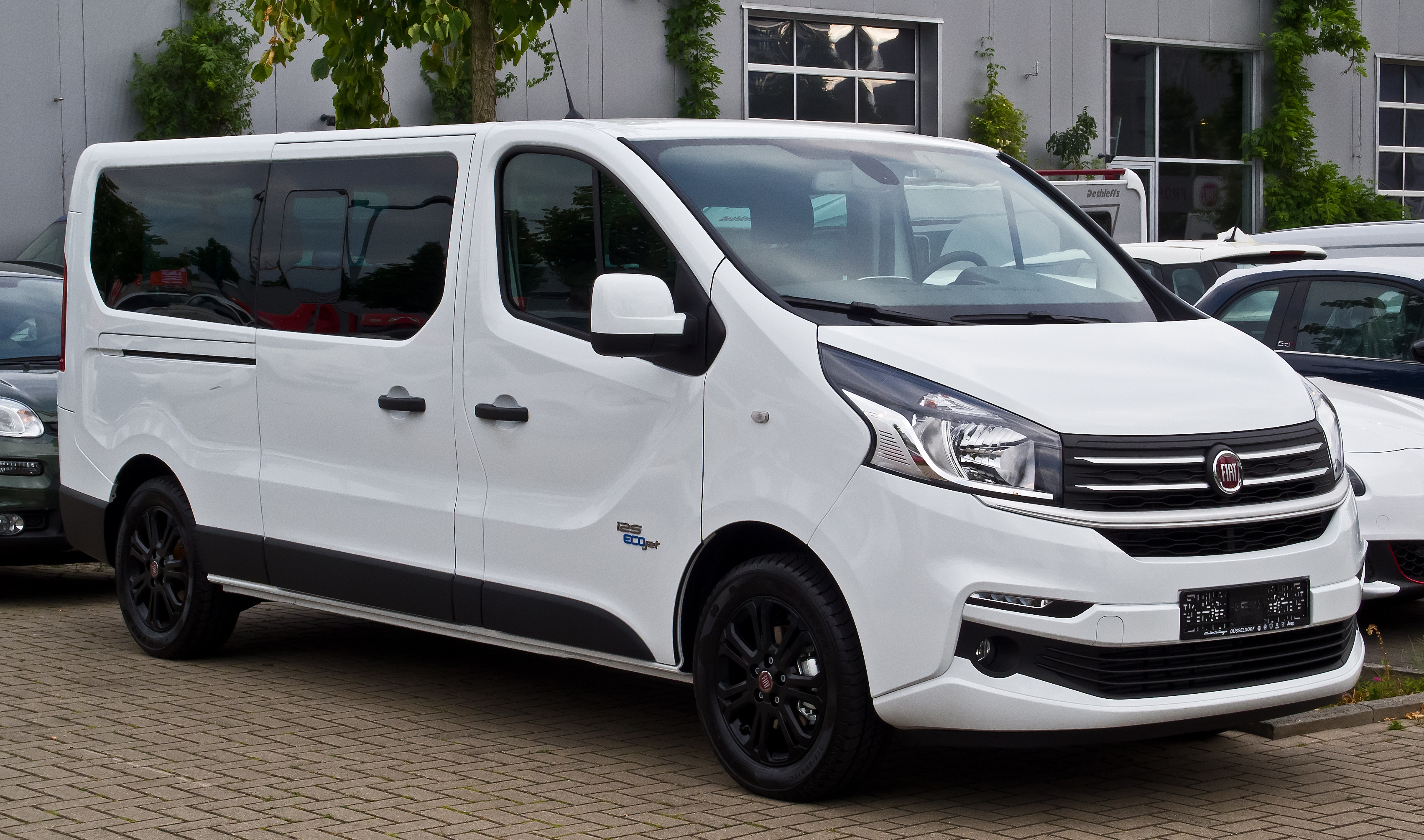
Fiat Talento 2º generación.

## Segunda generación (2016-2020)
A partir de junio de 2016, Fiat comercializa la nueva generación de la Talento (que sustituye a la Scudo), con un remarcado de los Renault Trafic, Nissan Primastar y Opel Vivaro. Es el primer vehículo salido de la cooperación con la marca del rombo, como consecuencia del final de la colaboración con el Groupe PSA en este segmento.